# エジプト航空864便墜落事故
エジプト航空864便墜落事故（エジプトこうくう864びんついらくじこ）は、1976年12月25日に発生した航空事故である。チャトラパティ・シヴァージー国際空港からドンムアン空港へ向かっていたエジプト航空864便（ボーイング707-366C）がドンムアン空港へのアプローチ中に墜落し、乗員乗客52人全員と地上の19人が死亡した。

## 事故機
事故機のボーイング707-366C（SU-AXA）は製造番号20763として製造され、1973年8月25日に初飛行し、エジプト航空に納入された後同年9月20日に運航が開始された。エンジンはプラット・アンド・ホイットニー JT3D-7を搭載していた。

## 事故の経緯
864便はローマからカイロ、ボンベイ、バンコクを経由して東京へと向かう国際定期旅客便であった。20時30分（GMT、現地時間3時30分）、864便はドンムアン空港のアプローチ管制と交信し、同空港のビーコンから33海里（38マイル・61km）の位置にいることを報告した。この時、管制から、天候は穏やかで300m下に空全体の2/8から4/8の割合の雲があることや、気温は25度、露点温度は24度で視界は4,000m、気圧は1007mBであることが伝えられた。BKビーコンのレーダーベクターを受け取り、864便はドンムアン空港の滑走路21Lへのアプローチを開始した。滑走路が視認できていることを864便が報告すると管制は着陸許可を出し、864便もそれを確認した。その後、現地時間3時45分頃に864便は滑走路21Lの終端から北東に2kmの地点にある工業地帯の織布工場の建物に墜落した。衝撃で機体は爆発し、乗員乗客52人全員が死亡した。また、織布工場も衝撃で破壊されて地上にいた19人が死亡し、犠牲者は計71人となった。これは当時タイで発生した航空事故の中でもっとも犠牲者が多い事故であった。

## 事故原因
パイロットエラーが事故原因であるとされた。864便のパイロットは機体の鉛直方向の速度を落としていたが、高度の確認が不適切であった。しかし、エジプト航空側はドンムアン空港の管制が864便に十分な気象情報を伝えなかったと主張した。